# テオパンテクアニトラン

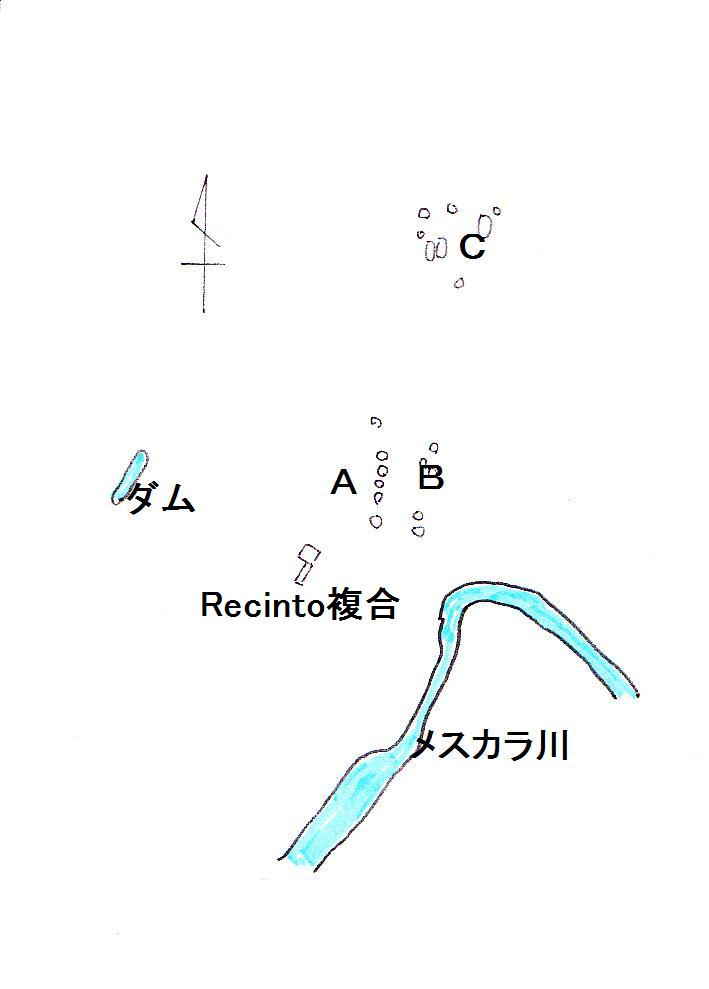
テオパンテクアニトランの遺構分布図

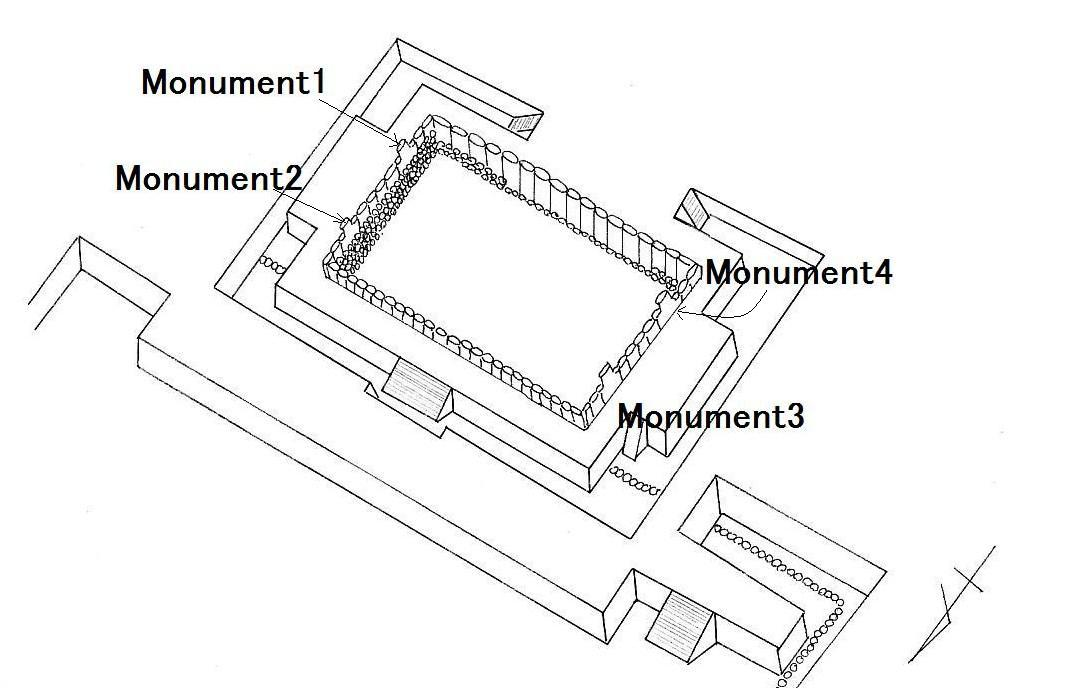
Recinto複合にある”半地下式「中庭」”

テオパンテクアニトラン（Teopantecuanitlán）は、メキシコ、ゲレロ州東部、南シェラマドレ山脈山中のアマクサック川と南側に屈曲して流れるメスカラ川にはさまれた標高600mの平坦な台地上にある先古典期中期に繁栄したオルメカ文明の遺跡（祭祀センター）である。名称はナワトル語で「ジャガー神の神殿」を意味する。レオン山の北東方向にA・B・C群と呼称される3つの遺構群とニーダーベルガーによって調査されたLomeríos地区とが1.6㎢にわたってこの遺跡を構成している。
A群は、C群の南西1.5kmの位置にあり、B群はレオン山の北東の平坦地にN-18°-Wの主軸線状に建造物が並んでいる。B群に隣接して南西方向のレオン山斜面にA群がある。C群は、大規模な建造物2基、球戯場2基をはじめとして数基の小規模な建造物と広場からなっている。A群に隣接するようにして半地下式「中庭」で有名なRecinto複合がある。
テオパンテクアニトランは、メキシコ国立人類学歴史学研究所のガダルーペ・マルティネス・ドンファンによって盗掘からの保護のために1980年代前半に調査が行われた。
テオパンテクアニトランの編年は、古い順からI - III期に分ける考え方と7つの放射性炭素年代測定サンプルによってIII期をIII期とIV期に細分する考え方がある。表面採集調査と土器片の分析によって、テオパンテクアニトランが繁栄したのはII期、III期であることが判明した。

## 中心部 Recinto複合とその周辺の変遷
I期は－1423±112BP、－1390±126BPの年代が得られたサンプルによって位置付けられ、後者のサンプルは、その時期の公共的ないしは儀礼的な用途に用いられた建物の壁や床面に使われた特徴的な黄色っぽい粘土に含まれていたもので、その建物が機能した時期の下限を示す時期の指標となりうるものである。具体的にはおおむね紀元前1200年から同1000年に当たる時期とされる。この時期には、Recinto複合に高さ1.2m、短辺26m、長辺32mの長方形のプランをもつ土製の建造物が築かれた。その建造物の内側には半地下式「中庭」が造られたが、II期に改造されている。建物の表面は、前述したように黄色っぽい粘土とつき固められた土によってつくられた。
I期の建物が建設された時期にすでに南側の階段を様式化したジャガー神の顔を表現するように造ったようである。

テオパンテクアニトランの“半地下式「中庭」”にある石彫。2号記念碑か4号記念碑。ただし、1号と3号もほとんど変わらない。

II期は、紀元前1000年から同800年の時期で、－844±58BP、－822±117BPの年代が得られたサンプルで位置付けられる。Recinto複合では、土製建造物を石灰岩のブロックを用いて覆って築かれている。建物の床面に設けられた溝の壁面にもそのようなブロックが用いられている。この建造物の内側には、18.6×14.2mに達する半地下式「中庭」が設けられ、その半地下式「中庭」をめぐるような回廊状の構造になっている。特筆すべきなのは、半地下式「中庭」の壁面に、北東隅、北西隅、南東隅、南西隅にそれぞれ、2,3,1,4号の逆T字型の推定3tに達するであろう巨石をもちいた記念碑が据え付けられたことである。これらの記念碑には辰砂を含む赤い顔料が塗られ、オルメカ様式独特の口を「へ」の字にして、上下の顎から牙を生やし、胸に「X」字の「紋章」をつけ、つりあがったアーモンド状もしくは「水滴」状の目を持つ様式化したジャガー神の顔を刻んでいる。ジャガー神は、たいまつ状、もしくは植物状のものを両手に持っている。
半地下式「中庭」の内部には、7×3mの小規模な建造物が平行してならび球戯場であったと考えられている。春分の日になると北東の石彫、すなわち2号記念碑と南西の石彫（4号記念碑）の影が日の出と日没時に球戯場の中央部に伸びるように配置されている。
この4つの石彫と半地下式「中庭」については、4基の石彫は、マヤ文明に先行して世界の四隅を表す擬人化された山で、世界を担う神々であるとともに、四柱の対立している神々であって、神格化された球戯者として太陽の運行を支配し、再現すると考える研究者もいる。
半地下式「中庭」のある建物の南側中央には対になる階段があり、東西方向へ降るようになっている。その階段を降り切った位置には両脇にいわゆる「炎の眉」のモチーフをもつジャガー神と推察される猫形神の頭部がつけられた欄干（親柱）がある。
なお、この時期のRecinto複合の北側には、平石で3号建造物が造られている。
II期にはA群の西側の谷部分に築かれたわき水や山から流れてくる水をためるダム様の構築物が造られた。このダム様の施設の近くからは墓が発見されており、玄室にはすでに疑似アーチの技術が用いられていた。このダム様の施設につながるように幅70-90cm、深さ0.9-1.5mの水路が、高さ1.2-1.9m、幅50-75cm、厚さ20-40cmの石灰岩のブロックで築かれ、蓋石がされた。この水路の長さは100mに及んだ。この水路の用途は、農耕地の灌漑のためと考えられている。
III期は、紀元前800年から同600年頃であるが、III期とIV期を細分する場合は、III期を－790±42BPのサンプル年代により、紀元前800年から同700年とし、IV期を、－683±69BP、－610±12BPのサンプル年代から、紀元前700年から同500年に位置付ける。本稿では前者の考えにしたがうものとする。
III期の建造物は、加工をあまりほどこさない粗製の石材が多用されたことに特徴がある。A群の境界部分に6基の建造物が造られ、Recinto複合の中心部分は、II期の建物の壁面を利用したテラスにされ、北側に6×55m増築された。このテラスの壁面にはレリーフが施されているのが確認できる。東側と西側には、なにも刻まれていない石ブロック様の岩が石碑のように立てられ、その「石碑」の前には、それぞれガマガエルを刻んだ石彫（祭壇）が置かれている。この「石碑」と祭壇の組合せは、イサパやさらに後の古典期マヤにつながると考える研究者もいる。これを裏付けるかのようにイサパやグアテマラ高地との関連性をうかがわせる人頭像がテラス壁面にとりつけられている。
西側の「石碑」の北側と南側から成人1体、子ども4体の埋葬が検出されている。成人の埋葬は土器1点を伴っていた。子どもの埋葬には、真珠ガキでつくられた幾何学的な装飾品が伴い、近くにある犬の埋葬にも同様な装飾品が伴っていた。また、子どもの埋葬のうち1体に接して、肉食獣の遺骸が2体発見された。
拡張部分の東側には、II期の建造物を覆って24.6×19.5mで高さ2.5mに達する3号建造物がII期のダムにつながる水路を覆い、かつその水路の一部からもってきたと推察される巨石ブロックをもってきて築いている。V字の両脇に3個の円形石塊を置き、長い石ブロックでV字をつくり、その上に3個の円形石塊を置く。6.0×30cmの壁龕も設けられた。この3号建造物は2号建造物と対になって球戯場になっている。
II期に築かれた巨大な灌漑水路の近くに、II期とは異なった大きさや形の石ブロックを用いて2つのピラミッド状構築物が築かれた。「ピラミッド」の壁面に用いられた石ブロックには棒状のものと斑点もしくは円形のものがある。また石ブロックを二重のV字状にならべており、これはタバスコ州のラ・ベンタをはじめとし、ゲレロ州ではチャルカツィンゴにもみられるオルメカ遺跡の建造物で頻繁にみられるもので、大地と水を象徴するガラガラヘビに関連するモチーフとみる研究者も多い。
またIII期には、Recinto複合の北側900mの地点に、南北78.3mに達する大規模な球戯場が造られたことも確認されている。

## 居住区域の状況

### 住居跡とその周辺
テオパンテクアニトランには、 Lomeríos地区と呼ばれる居住に供された地区がある。II期に「拡大家族」の単位で暮らしていたと考えられ、複数の家屋が中庭を囲む形で構成されている。S5住居と呼ばれる石の壁の基礎を持つ長方形の建物とS6住居と呼ばれる岩と丸石で基礎を築き、アドベの壁を持つ建物の調査が行われて、成果があがっている。
Lomeríos地区ではさまざまな生活用品が発見されている。例えば、漁労用のおもりと思われる切りこみの入った石や、紡錘車と推察される土製円盤、長方形のすり皿（メタテ）とすり棒（マノ）が発見された。土器については単色で調理用に用いられた大皿、甕、鉢がみられた。
一方で土器類には生活に限定しえないと思われるものも出土している。刻線でオルメカの独特な「裂けた手」のモチーフを施文した平底で口縁部がおおきく外反する皿、そのほか彩色されて刻線で文様が刻まれたもの、表面を白っぽくするためにスリップがかけられたもののほかに、オルメカに特徴的な人間とネコ科動物と爬虫類をかけあわせた信仰の対象の形になるよう型を用いてつくった円筒形で明るい茶色の色調の土器も見られる。
またぽっちゃりした赤ん坊の形をした中空の土偶がおびただしい量出土している。中空でない土偶は、彩色されてターバン状のものを頭につけていたり、前に垂れさがるかぶりものをしているものがみられる。赤ん坊の顔をした土偶のなかには、頭蓋変形を施し、後ろに巻いた髪以外をすべて剃りおとしているものもみられる。
また装飾品としてシマメノウやゲレロ州産の蛇紋岩を用いた薄い糸巻き状の耳環、おびただしい金雲母製の小円盤、鉄鉱石製の鏡がS5住居跡から発見されている。
住居跡の周囲には、屋外炉や作業空間、貯蔵、埋葬、ゴミ穴などに用いられるフラスコ状土坑が設けられていた。
ゴミ穴として使用されたS5住居跡のフラスコ状土坑の内部には、イヌの遺骸が半分以上で、バルサス川産のナマズや淡水性の生き物、カニ、ウサギ、若いアカシカ、オジロジカなどが確認され、これらの動物が食糧とされていたことがわかった。また花粉分析でトウモロコシが食用とされていたことが推定された。

紀元前600年ごろの先古典期の遺跡の分布

### 石器生産、交易活動と交易路
Lomeríos地区の家屋遺構から発見された黒曜石は、緑色を呈するものはわずかで、灰色と黒色が帯状になり、独特の光沢をもつものが多く、このことは、メキシコ中央高原より北方のイダルゴ州のパチューカなどよりも、メキシコ中央高原周辺のオトゥンバ産のものが主であったことを示している。
家屋遺構から検出される75%は、3つの稜をもつ断面三角形のプリズマティック・ブレイドと呼ばれる石刃であり、特定の2か所に集中していることから黒曜石のコア（石核）が交易によって持ち込まれ、明確にどの場所とは限定できないものの、家屋遺構に工房があってそこで加工されたことをうかがわせる。
テオパンテクアニトランが交易の結節点であったことを推察させるものにおびただしい太平洋産の貝類の出土がある。出土した貝類はすくなくとも8種類の太平洋産のもので、そのうち78%をPinctada mazatlanicaという真珠ガキの一種が占める。発掘調査によって、そういった貝類を加工した工房があったことをうかがわせる貝類の破片やけずりくずが集中している箇所がS5住居跡で確認された。
スポンディルス貝（ウミギクガイ）を用いて作ったオレンジ色のビーズや真珠ガキや大型の巻貝を用いて作ったブレスレッドなども発見されている。
真珠ガキを用いて動物を象ったり、幾何学的な形に加工した装飾品は、主として儀礼をおこなった遺構であるRecinto複合で発見され、前述したようにその北側で確認された子どもや犬の埋葬の副葬品としても確認されている。
この真珠ガキはメキシコ中央高原のトラパコヤやトラティルコでも確認されており、オトゥンバ産の黒曜石がゲレロ州にもたらされる一方で、太平洋産の貝類がメキシコ中央高原に持ち込めるような交易路の存在をうかがわせる。各遺跡の調査成果などから、複数の研究者が太平洋岸から南シェラマドレ山脈を横切り、フストラワカ、オシュトテイトラン、テオパンテクアニトラン、アマクサック河谷を通ってメキシコ中央高原に至るルートがあったと考えている。